# Lasius redtenbacheri
Lasius redtenbacheri är en myrart som först beskrevs av Oswald Heer 1850.  Lasius redtenbacheri ingår i släktet Lasius och familjen myror.

## Underarter
Arten delas in i följande underarter:
- L. r. neuter
- L. r. redtenbacheri